# Miroslava Karpovitsj
Miroslava Olegovna Karpovitsj (Russisch: Мирослава Олеговна Карпович) (Berdjansk, 1 maart 1986) is een Russische theater- en filmactrice van Oekraïense afkomst. Ze is in Rusland vooral bekend door de succesvolle televisieserie Papiny dotsjki.